# Смирнов, Василий Сергеевич (учёный)
Василий Сергеевич Смирнов (20 декабря 1914 [2 января 1915], Петроград — 5 марта 1973, Ленинград) — советский учёный-металлург, член-корреспондент Академии наук СССР.

## Биография
Родился в Петрограде. Был третьим ребёнком в семье. С 15 лет работал на Саратовском лесозаводе. Окончил рабочий факультет, затем металлургический факультет Уральского индустриального института. После окончания ВУЗа учился в аспирантуре.
В 1941 году защитил кандидатскую диссертацию. С 1942 по 1948 годы работал на кафедре «Обработка металлов давлением» УПИ. В 1948 году Смирнов защитил докторскую диссертацию и был приглашён на работу в Ленинградский политехнический институт. В 1950 году Василию Сергеевичу было присвоено звание профессора.
С 1950 по 1953 годы заведовал кафедрой «Пластическая обработка металлов» и преподавал курс «Обработка металлов под давлением». В период с 1954 по 1956 годы занимал должность заместителя директора ЛПИ по научной работе. С 1956 по 1973 — ректор Ленинградского политехнического института. 10 июня 1960 года был избран членом-корреспондентом АН СССР по специальности «металлургия и металловедение».
Умер 5 марта 1973 года после тяжёлой болезни.

## Вклад в науку
Научные труды посвящены процессам пластической деформации, в частности, прокатке, и другим.

## Награды и премии[1]
- Заслуженный деятель науки и техники РСФСР (1965);
- Медаль «За доблестный труд в Великой Отечественной войне 1941—1945 гг.»;
- Орден Ленина (1965);
- Орден Заслуг перед Отечеством;
- Орден «Кирилл и Мефодий»;
- Орден Трудового Красного Знамени;
- Почетный член Академии наук Чехословакии (1965);

## Память
- Мемориальная доска на здании 1-го профессорского корпуса СПбГПУ